# Enicognathus
Enicognathus är ett fågelsläkte i familjen västpapegojor inom ordningen papegojfåglar. Släktet omfattar två arter som förekommer i södra Sydamerika:
- Magellanparakit (E. ferrugineus)
- Chileparakit (E. leptorhynchus)